# 47º Campeonato Brasileiro Absoluto de Xadrez
O 47º Campeonato Brasileiro Absoluto de Xadrez foi uma competição de xadrez organizada pela CBX referente ao ano de 1980. Sua fase única foi disputada na cidade de Nova Friburgo (RJ) de 20 de setembro a 1 de outubro de 1980. O paranaense Jaime Sunye Neto sagrou-se campeão com 9,0 pontos em 12 possíveis.

## Resultado final
Não houve torneios seletivos. O campeonato foi aberto para todos os jogadores com rating acima de 2000 pontos. Os 68 enxadristas inscritos disputaram o campeonato no Sistema Suíço em 12 rodadas.
Sistema de pontuação
- 1,0 ponto por vitória
- 0,5 ponto por empate
- 0,0 ponto por derrota

| Pos | Jogador                 | UF | Pts | M-Buch | Berger | Vit. | Buch | R1      | R2      | R3      | R4      | R5      | R6      | R7      | R8      | R9      | R10     | R11     | R12     |
| --- | ----------------------- | -- | --- | ------ | ------ | ---- | ---- | ------- | ------- | ------- | ------- | ------- | ------- | ------- | ------- | ------- | ------- | ------- | ------- |
| 1º  | Jaime Sunye Neto        | PR | 9,0 | 74,0   | 63,25  | 7    | 87,5 | 56º vit | 44º vit | 15º vit | 03º vit | 16º emp | 22º vit | 05º vit | 02º der | 17º vit | 08º emp | 04º emp | 07º emp |
| 2º  | Herbert Abreu Carvalho  | SP | 8,5 | 75,0   | 61,75  | 6    | 89,0 | 51º vit | 24º vit | 05º der | 12º vit | 31º emp | 18º vit | 10º vit | 01º vit | 04º emp | 03º emp | 08º emp | 09º emp |
| 3º  | Lincoln Lucena          | DF | 8,5 | 73,5   | 59,00  | 6    | 87,5 | 32º vit | 50º vit | 19º vit | 01º der | 05º emp | 15º emp | 06º emp | 10º vit | 23º vit | 02º emp | 09º emp | 12º vit |
| 4º  | Herman van Riemsdijk    | SP | 8,5 | 71,5   | 60,25  | 7    | 85,5 | 52º emp | 28º vit | 43º vit | 16º der | 25º vit | 17º der | 20º vit | 05º vit | 02º emp | 07º vit | 01º emp | 10º vit |
| 5º  | Hélder Câmara           | SP | 8,0 | 74,5   | 56,25  | 6    | 89,0 | 37º vit | 39º vit | 02º vit | 22º emp | 03º emp | 16º vit | 01º der | 04º der | 13º vit | 09º emp | 24º vit | 08º emp |
| 6º  | Luiz Gentil Jr          | CE | 8,0 | 70,0   | 50,75  | 5    | 80,5 | 68º vit | 26º emp | 07º emp | 38º vit | 11º emp | 09º emp | 03º emp | 15º der | 18º vit | 23º vit | 14º emp | 22º vit |
| 7º  | Antônio C. Resende      | SC | 8,0 | 69,0   | 52,25  | 6    | 83,0 | 57º vit | 40º emp | 06º emp | 50º vit | 10º der | 31º vit | 15º emp | 18º vit | 14º vit | 04º der | 16º vit | 01º emp |
| 8º  | Cícero Nogueira Braga   | SP | 8,0 | 65,5   | 52,50  | 4    | 79,5 | 28º emp | 52º emp | 40º emp | 42º vit | 43º emp | 33º emp | 32º vit | 19º vit | 15º vit | 01º emp | 02º emp | 05º emp |
| 9º  | Alexandru Segal         | SC | 7,5 | 70,0   | 50,50  | 4    | 84,0 | 33º emp | 48º vit | 12º emp | 44º vit | 22º emp | 06º emp | 16º der | 27º vit | 25º vit | 05º emp | 03º emp | 02º emp |
| 10º | Vitório Chemin          | PR | 7,5 | 69,5   | 48,25  | 7    | 83,0 | 35º der | 46º vit | 51º vit | 26º vit | 07º vit | 23º emp | 02º der | 03º der | 33º vit | 15º vit | 17º vit | 04º der |
| 11º | Antônio Rocha           | SP | 7,5 | 66,0   | 47,25  | 4    | 79,0 | 53º vit | 12º emp | 31º emp | 24º emp | 06º emp | 32º emp | 43º vit | 13º emp | 16º emp | 14º der | 34º vit | 27º vit |
| 12º | Luiz Loureiro           | RJ | 7,5 | 66,0   | 45,00  | 5    | 78,5 | 47º vit | 11º emp | 09º emp | 02º der | 39º emp | 29º vit | 42º emp | 61º vit | 35º vit | 17º emp | 22º vit | 03º der |
| 13º | Francisco Terzian       | SP | 7,5 | 65,0   | 46,00  | 6    | 78,0 | 15º der | 21º vit | 24º der | 51º vit | 44º vit | 34º emp | 31º vit | 11º emp | 05º der | 45º vit | 23º vit | 14º emp |
| 14º | Sérgio Antônio Farias   | RJ | 7,5 | 61,0   | 42,00  | 5    | 71,0 | 39º der | 68º vit | 62º emp | 53º vit | 52º emp | 40º vit | 22º vit | 23º emp | 07º der | 11º vit | 06º emp | 13º emp |
| 15º | Dirk D. van Riemsdijk   | SP | 7,0 | 73,0   | 49,00  | 5    | 87,5 | 13º vit | 34º vit | 01º der | 43º emp | 20º vit | 03º emp | 07º emp | 06º vit | 08º der | 10º der | 32º emp | 24º vit |
| 16º | Gilberto Milos          | SP | 7,0 | 72,0   | 46,50  | 5    | 84,5 | 65º vit | 41º vit | 23º vit | 04º vit | 01º emp | 05º der | 09º vit | 17º der | 11º emp | 22º emp | 07º der | 19º emp |
| 17º | Marco Antônio Asfora    | PE | 7,0 | 67,5   | 46,50  | 5    | 81,5 | 42º der | 49º emp | 48º vit | 35º vit | 24º vit | 04º vit | 23º emp | 16º vit | 01º der | 12º emp | 10º der | 20º emp |
| 18º | Sílvio Cunha Pereira    | SP | 7,0 | 64,0   | 39,75  | 6    | 77,5 | 54º vit | 42º vit | 22º der | 20º emp | 41º vit | 02º der | 33º vit | 07º der | 06º der | 29º emp | 49º vit | 32º vit |
| 19º | Angelo Stacchini        | SP | 7,0 | 62,5   | 41,50  | 6    | 76,0 | 49º vit | 35º vit | 03º der | 40º der | 30º vit | 52º emp | 34º vit | 08º der | 24º der | 39º vit | 25º vit | 16º emp |
| 20º | Alberto Mascarenhas     | RJ | 7,0 | 61,0   | 39,75  | 4    | 74,0 | 60º emp | 59º vit | 26º emp | 18º emp | 15º der | 55º vit | 04º der | 32º emp | 42º vit | 43º vit | 27º emp | 17º emp |
| 21º | Wagner Borges           | MA | 7,0 | 56,0   | 35,75  | 6    | 65,5 | 40º der | 13º der | 67º vit | 54º der | 49º vit | 37º vit | 41º emp | 33º der | 36º emp | 57º vit | 35º vit | 31º vit |
| 22º | José Soares Másculo     | RJ | 6,5 | 69,5   | 39,25  | 5    | 82,5 | 62º vit | 25º vit | 18º vit | 05º emp | 09º emp | 01º der | 14º der | 52º vit | 43º vit | 16º emp | 12º der | 06º der |
| 23º | Antônio Pádua Franco    | SP | 6,5 | 69,5   | 41,50  | 5    | 83,5 | 30º vit | 27º vit | 16º der | 34º vit | 40º vit | 10º emp | 17º emp | 14º emp | 03º der | 06º der | 13º der | 36º vit |
| 24º | Charles Mann Toledo     | SP | 6,5 | 67,0   | 39,25  | 6    | 79,0 | 63º vit | 02º der | 13º vit | 11º emp | 17º der | 41º der | 54º vit | 29º vit | 19º vit | 31º vit | 05º der | 15º der |
| 25º | Edson Tsuboi            | SP | 6,5 | 62,0   | 36,00  | 5    | 74,0 | 64º vit | 22º der | 42º emp | 28º vit | 04º der | 39º emp | 30º vit | 41º vit | 09º der | 32º emp | 19º der | 46º vit |
| 26º | Márcio Miranda          | RJ | 6,5 | 61,0   | 39,00  | 4    | 74,0 | 29º vit | 06º emp | 20º emp | 10º der | 32º der | 57º der | 49º vit | 30º emp | 53º emp | 41º vit | 28º emp | 48º vit |
| 27º | Hermes Am. Machado      | RJ | 6,5 | 59,0   | 34,75  | 5    | 70,5 | 55º vit | 23º der | 39º emp | 41º der | 36º vit | 56º vit | 52º emp | 09º der | 61º vit | 35º vit | 20º emp | 11º der |
| 28º | Rogério Becker          | RS | 6,5 | 58,5   | 35,25  | 3    | 70,5 | 08º emp | 04º der | 49º vit | 25º der | 65º emp | 60º vit | 40º emp | 31º emp | 39º emp | 47º emp | 26º emp | 45º vit |
| 29º | Auriberto Ticianeli     | RJ | 6,5 | 57,5   | 32,75  | 5    | 68,5 | 26º der | 65º vit | 60º vit | 31º der | 38º emp | 12º der | 55º vit | 24º der | 50º vit | 18º emp | 45º emp | 43º vit |
| 30º | Antônio R Crespo        | RS | 6,5 | 57,0   | 33,75  | 6    | 68,0 | 23º der | 61º vit | 50º der | 45º vit | 19º der | 58º vit | 25º der | 26º emp | 38º vit | 34º der | 59º vit | 56º vit |
| 31º | Márcio Netto Baeta      | DF | 6,0 | 66,5   | 37,50  | 4    | 80,5 | 48º emp | 33º vit | 11º emp | 29º vit | 02º emp | 07º der | 13º der | 28º emp | 46º vit | 24º der | 42º vit | 21º der |
| 32º | Ricardo Teixeira        | RJ | 6,0 | 66,0   | 33,00  | 4    | 76,5 | 03º der | 47º vit | 38º der | 66º vit | 26º vit | 11º emp | 08º der | 20º emp | 52º vit | 25º emp | 15º emp | 18º der |
| 33º | José Thiago Mangini     | RJ | 6,0 | 62,5   | 35,00  | 4    | 74,5 | 09º emp | 31º der | 37º vit | 55º emp | 61º vit | 08º emp | 18º der | 21º vit | 10º der | 46º emp | 36º der | 49º vit |
| 34º | Roberto Gauí            | RJ | 6,0 | 60,5   | 29,75  | 4    | 70,0 | 61º vit | 15º der | 66º vit | 23º der | 54º vit | 13º emp | 19º der | 40º emp | 41º emp | 30º vit | 11º der | 38º emp |
| 35º | Ernesto Pereira         | PR | 6,0 | 61,0   | 33,00  | 6    | 73,5 | 10º vit | 19º der | 58º vit | 17º der | 50º vit | 43º der | 57º vit | 45º vit | 12º der | 27º der | 21º der | 52º vit |
| 36º | Etęnio Ticianeli        | AL | 6,0 | 54,5   | 29,50  | 4    | 65,0 | 38º der | 63º vit | 44º der | 60º emp | 27º der | 51º vit | 50º emp | 47º emp | 21º emp | 61º vit | 33º vit | 23º der |
| 37º | Justo Reinaldo Chemin   | PR | 6,0 | 52,0   | 28,25  | 4    | 63,5 | 05º der | 53º emp | 33º der | 49º emp | 47º vit | 21º der | 65º emp | 51º emp | 58º der | 64º vit | 54º vit | 55º vit |
| 38º | Olício Gadía            | RJ | 6,0 | 56,5   | 32,25  | 5    | 68,0 | 36º vit | 43º der | 32º vit | 06º der | 29º emp | 42º der | 61º der | 54º vit | 30º der | 65º vit | 47º vit | 34º emp |
| 39º | Francisco Cavalcanti    | PB | 5,5 | 63,0   | 34,00  | 2    | 76,0 | 14º vit | 05º der | 27º emp | 56º emp | 12º emp | 25º emp | 45º der | 58º vit | 28º emp | 19º der | 41º emp | 40º emp |
| 40º | Luiz Ney Menna Barreto  | RS | 5,5 | 64,5   | 36,00  | 2    | 77,5 | 21º vit | 07º emp | 08º emp | 19º vit | 23º der | 14º der | 28º emp | 34º emp | 45º der | 53º emp | 52º emp | 39º emp |
| 41º | Joaquim Caetano Netto   | RJ | 5,5 | 62,5   | 33,00  | 3    | 74,5 | 45º vit | 16º der | 56º emp | 27º vit | 18º der | 24º vit | 21º emp | 25º der | 34º emp | 26º der | 39º emp | 42º emp |
| 42º | Arthur Motta            | RJ | 5,5 | 63,0   | 32,75  | 4    | 76,0 | 17º vit | 18º der | 25º emp | 08º der | 53º vit | 38º vit | 12º emp | 43º der | 20º der | 58º vit | 31º der | 41º emp |
| 43º | José Sílvio Lucena      | CE | 5,5 | 65,5   | 29,75  | 4    | 76,0 | 66º vit | 38º vit | 04º der | 15º emp | 08º emp | 35º vit | 11º der | 42º vit | 22º der | 20º der | 46º emp | 29º der |
| 44º | Licínio Corręa          | CE | 5,5 | 56,0   | 24,25  | 4    | 67,0 | 67º vit | 01º der | 36º vit | 09º der | 13º der | 54º emp | 46º der | 48º emp | 47º der | 51º emp | 61º vit | 60º vit |
| 45º | Max Eduardo Cohn        | SP | 5,5 | 53,0   | 25,25  | 5    | 62,5 | 41º der | 66º der | 46º vit | 30º der | 68º vit | 65º vit | 39º vit | 35º der | 40º vit | 13º der | 29º emp | 28º der |
| 46º | Milon Brasil            | RS | 5,5 | 55,0   | 27,25  | 4    | 66,0 | 50º der | 10º der | 45º der | 63º vit | 51º emp | 53º vit | 44º vit | 56º vit | 31º der | 33º emp | 43º emp | 25º der |
| 47º | Edson Horota            | RS | 5,5 | 52,0   | 22,25  | 4    | 61,5 | 12º der | 32º der | 57º der | 67º vit | 37º der | 66º vit | 62º vit | 36º emp | 44º vit | 28º emp | 38º der | 59º emp |
| 48º | Ricardo Neme Nasralla   | DF | 5,5 | 55,0   | 27,25  | 3    | 66,5 | 31º emp | 09º der | 17º der | 59º vit | 58º emp | 50º emp | 56º der | 44º emp | 62º vit | 52º emp | 53º vit | 26º der |
| 49º | André Cajal             | SP | 5,0 | 61,0   | 25,00  | 4    | 71,5 | 19º der | 17º emp | 28º der | 37º emp | 21º der | 59º vit | 26º der | 63º vit | 51º vit | 56º vit | 18º der | 33º der |
| 50º | Luiz Tavares da Silva   | PE | 5,0 | 59,0   | 24,75  | 3    | 69,5 | 46º vit | 03º der | 30º vit | 07º der | 35º der | 48º emp | 36º emp | 57º emp | 29º der | 59º der | 67º vit | 51º emp |
| 51º | Marcos Roland           | DF | 5,0 | 56,5   | 21,50  | 3    | 67,0 | 02º der | 64º vit | 10º der | 13º der | 46º emp | 36º der | 59º vit | 37º emp | 49º der | 44º emp | 66º vit | 50º emp |
| 52º | José C. Fernandes Jr    | RJ | 5,0 | 63,5   | 30,75  | 1    | 76,0 | 04º emp | 08º emp | 55º emp | 62º vit | 14º emp | 19º emp | 27º emp | 22º der | 32º der | 48º emp | 40º emp | 35º der |
| 53º | Walter Ferreira Jr      | MG | 5,0 | 56,5   | 24,50  | 3    | 67,5 | 11º der | 37º emp | 59º vit | 14º der | 42º der | 46º der | 60º vit | 65º vit | 26º emp | 40º emp | 48º der | 57º emp |
| 54º | Francisco Nogueira      | PB | 5,0 | 55,0   | 22,25  | 4    | 64,0 | 18º der | 56º der | 63º vit | 21º vit | 34º der | 44º emp | 24º der | 38º der | 60º vit | 55º emp | 37º der | 67º vit |
| 55º | Luís Sérgio Araújo Lima | PA | 5,0 | 54,0   | 24,00  | 3    | 64,5 | 27º der | 57º vit | 52º emp | 33º emp | 56º emp | 20º der | 29º der | 62º der | 64º vit | 54º emp | 58º vit | 37º der |
| 56º | Vince Toth              | RJ | 5,0 | 55,0   | 24,50  | 3    | 67,5 | 01º der | 54º vit | 41º emp | 39º emp | 55º emp | 27º der | 48º vit | 46º der | 57º emp | 49º der | 63º vit | 30º der |
| 57º | Oscar Ferreira Vieira   | RJ | 5,0 | 53,5   | 23,75  | 3    | 63,5 | 07º der | 55º der | 47º vit | 61º der | 66º vit | 26º vit | 35º der | 50º emp | 56º emp | 21º der | 60º emp | 53º emp |
| 58º | Fernando Vasconcellos   | DF | 5,0 | 50,0   | 20,75  | 3    | 58,5 | 59º emp | 60º emp | 35º der | 65º emp | 48º emp | 30º der | 68º vit | 39º der | 37º vit | 42º der | 55º der | 63º vit |
| 59º | Vinícius Fonseca        | BA | 5,0 | 48,0   | 17,75  | 4    | 57,0 | 58º emp | 20º der | 53º der | 48º der | 64º vit | 49º der | 51º der | 67º vit | 68º vit | 50º vit | 30º der | 47º emp |
| 60º | Pedro J. Moraes Pinto   | AM | 4,5 | 50,5   | 17,50  | 2    | 59,5 | 20º emp | 58º emp | 29º der | 36º emp | 62º emp | 28º der | 53º der | 68º vit | 54º der | 66º vit | 57º emp | 44º der |
| 61º | Evansuę Serra           | MA | 4,0 | 55,0   | 17,00  | 4    | 64,5 | 34º der | 30º der | 68º vit | 57º vit | 33º der | 62º vit | 38º vit | 12º der | 27º der | 36º der | 44º der | 64º der |
| 62º | Sérgio Sá Griese        | SP | 4,0 | 45,0   | 15,75  | 2    | 54,5 | 22º der | 67º vit | 14º emp | 52º der | 60º emp | 61º der | 47º der | 55º vit | 48º der | 63º der | 64º emp | 66º emp |
| 63º | Haroldo C. Santos Jr    | RJ | 3,5 | 43,0   | 9,75   | 3    | 51,5 | 24º der | 36º der | 54º der | 46º der | 67º vit | 68º der | 64º emp | 49º der | 66º vit | 62º vit | 56º der | 58º der |
| 64º | David Borensztajn       | RJ | 3,5 | 40,0   | 10,75  | 2    | 48,5 | 25º der | 51º der | 65º der | 68º der | 59º der | 67º emp | 63º emp | 66º vit | 55º der | 37º der | 62º emp | 61º vit |
| 65º | Edmur Vital Silva       | SP | 3,5 | 44,0   | 14,25  | 2    | 53,0 | 16º der | 29º der | 64º vit | 58º emp | 28º emp | 45º der | 37º emp | 53º der | 67º vit | 38º der | w.o     | w.o     |
| 66º | Guilherme Asth          | RJ | 2,0 | 48,0   | 8,50   | 1    | 56,0 | 43º der | 45º vit | 34º der | 32º der | 57º der | 47º der | 67º emp | 64º der | 63º der | 60º der | 51º der | 62º emp |
| 67º | José Simplício Maia     | RN | 2,0 | 42,5   | 4,75   | 1    | 51,5 | 44º der | 62º der | 21º der | 47º der | 63º der | 64º emp | 66º emp | 59º der | 65º der | 68º vit | 50º der | 54º der |
| 68º | Carlos Rolim            | RJ | 2,0 | 38,5   | 7,00   | 2    | 48,5 | 06º der | 14º der | 61º der | 64º vit | 45º der | 63º vit | 58º der | 60º der | 59º der | 67º der | w.o     | w.o     |